# Лаура Прлс
Лаура Прлс (15. август 1905 — 13. јул 1990) је била немачки познати психолог и психотерапеут, помогла је у оснивању Гешталт психотерапије. Била је супруга психотерапеута и психијатра Фрица Перлса.

## Биографија
Рођена је 15. августа 1905. у Пфорцхајму у богатој породици као ћерка напредног трговца. Са пет година је почела да свира клавир и показивала је професионално мајсторство до осамнаесте године. За психологију се заинтересовала када је имала шеснаест година. Студирала је код Паула Тилиха и Мартина Бубера, а затим је проучавала рад психолога који су основали гешталт школу за који се заинтересовала након читања Фројдовог Тумачење снова 1899. године. Када је постала психоаналитичар, похађала је Правни факултет и завршила гешталт психологију. Докторирала је на Универзитету у Франкфурту. Године 1930. се удала за Фрица Перлса са којим се упознала док су радили у Франкфуртском психолошком институту и имали су ћерку Ренату Перлс и сина Стивена Перлса који је такође психолог. Касније се вратила у своје родно место како би била ближа својој ћерки. Године 1933. су морали да оду из Немачке током успона нацизма па су тринаест година провели у Јужноафричкој Републици где су Прлсови заједно написали своју прву књигу Ego, Hunger and Aggression: A Revision of Freud's Theory and Method објављену 1942, представљала је почетак њихове нове теорије гешталт психотерапије која се састојала од суочавања са клијентом како би се приметили његови или њени положаји и гестови. Године 1935. су основали Јужноафрички институт за психоанализу, а Фриц је радио за јужноафричку војску у рату против нациста. Заједно су радили на развоју теорије и технике под називом гешталт терапија која је мешавина психодраме Сигмунда Фројда и Вилхелма Рајха. Године 1951, након што су се преселили у Њујорк, Прлсови су заједно са Полом Гудманом и Ралфом Хеферлајном објавили Gestalt Therapy: Excitement and Growth in the Human Personality. До 1952. године, уз помоћ Пола Гудмана, су основали Њујоршки институт за гешталт терапију. Када се почетком 1960-их Фриц Прлс настанио у резиденцији у Калифорнији, Лаура је остала у Њујорку и наставила је да води првобитни институт још скоро тридесет година након његове смрти. Преминула је 13. јула 1990. у Пфорцхајму од компликација са штитном жлездом. Енглеско издање њене књиге Living at the Boundary је објављено постхумно 1992.